# 培特威物斯环形山
培特威物斯环形山（Petavius）是月球正面南半球一座大型撞击坑，约形成于早雨海世代，其名称取法国耶稣会神学家、现代年代学创建者德尼·佩托（Denis Pétau，1583年-1652年），1935年被国际天文联合会正式接受。

## 描述

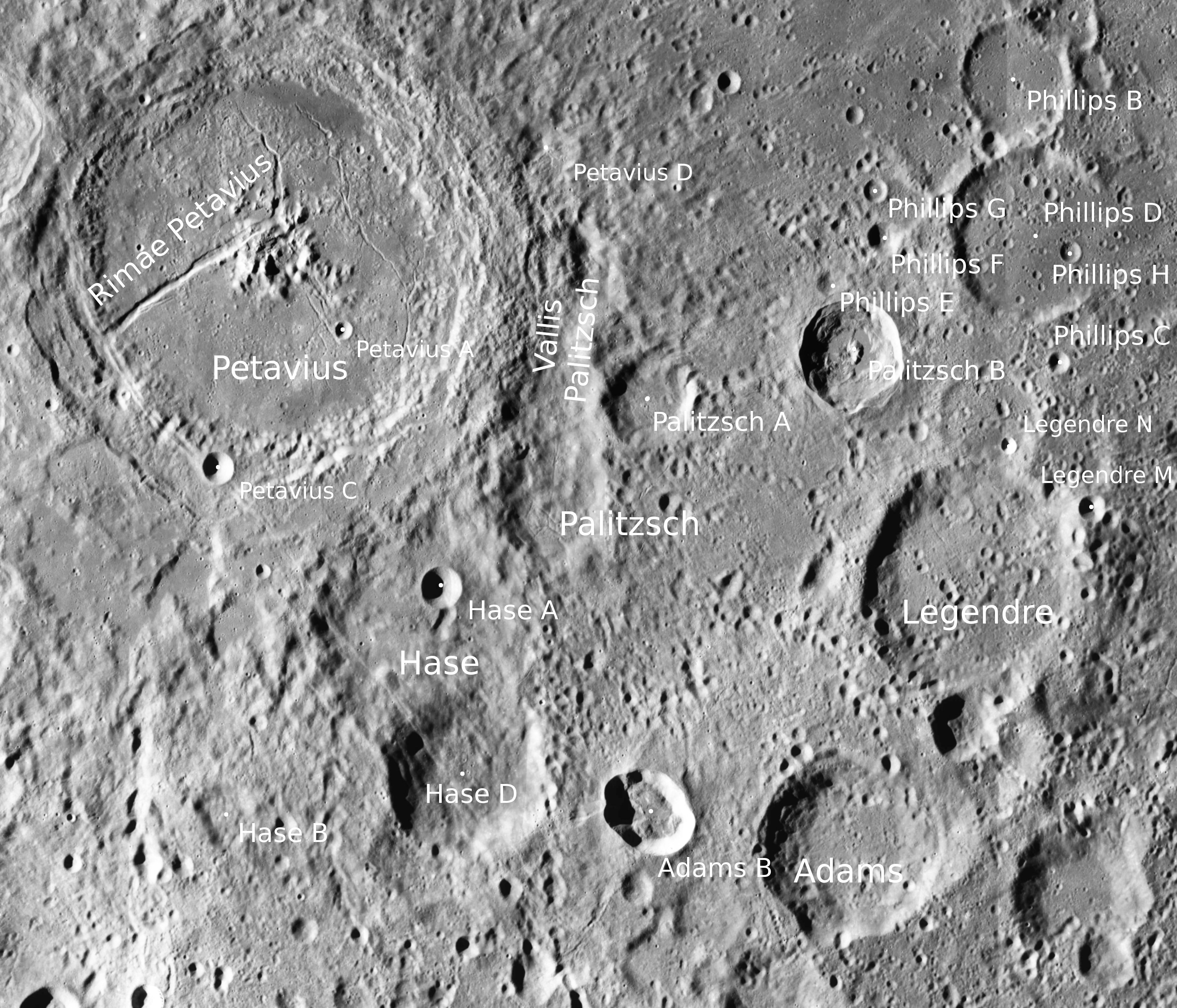
环形山周边图，月球勘测轨道飞行器拍摄。

该陨坑西北偏西与罗特斯勒环形山相接壤，东北偏东毗邻霍顿陨石坑；巴尔末环形山位于它的东北，东南坐落着帕雷泽西陨石坑和哈泽环形山；西南则为斯内利厄斯环形山。帕雷泽西月谷从佩塔维斯环形山东部穿过，而丰富海则横亘在它的西北。培特威物斯环形山的中心月面坐标为25°23′S 60°47′E / 25.39°S 60.78°E，直径184公里，
深度3.33公里。
培特威物斯环形山外观呈多边形状，损毁程度中等。坑壁平缓，外侧坡特别宽阔，且带有多道向外辐射的山脊，沿西、南二侧显示有双壁，南侧坡上坐落着卫星坑培特威物斯 C；坑壁各处高度落差极大，变化幅度接近50%，其中与罗特斯勒环形山相连的一侧高达3350米，而东侧壁最高还不到1800米；相对狭窄的内侧坡带有清晰的阶地结构；隆起的坑底（中心处高出边缘240米）已被熔岩流覆盖并分布着一组名为培特威物斯月溪的沟系；坑底中心坐落着由多座山峰组成的大型山脉，峰顶最高处将近5000米；从中央峰至环形山西南壁延伸着一道深壑-培特威物斯的另一条分支。
英国天文学家托马斯·威廉·韦布（Thomas William Webb）牧师描述培特威物斯环形山为：
月球上最佳的景点之一，巨大的双重坑壁，高达近11000英尺（3400米）的阶地状东侧壁和带有高山与裂缝的隆起坑底，所有这一切在月晨或月暮时构成一处壮观的景色，但当太阳升起到抵达子午线前，它又会完全消失。
通过望远镜观看该环形山的最佳时机，是在新月后的前三天，第四天它又会被阴影遮蔽。
70厘米的雷达图像显示，包含环培特威物斯环形山在内的周边区域带有一圈黑晕，表面平整光洁，没有任何巨石碎岩，据认为这可能是原始撞击产生的径向爆炸，扫除了地表上的一切。
培特威物斯环形山西北偏北，坐落在丰富海表面的培特威物斯 B是一座有射纹系统的卫星坑，因此，被认定为形成于哥白尼纪。

## 卫星陨石坑

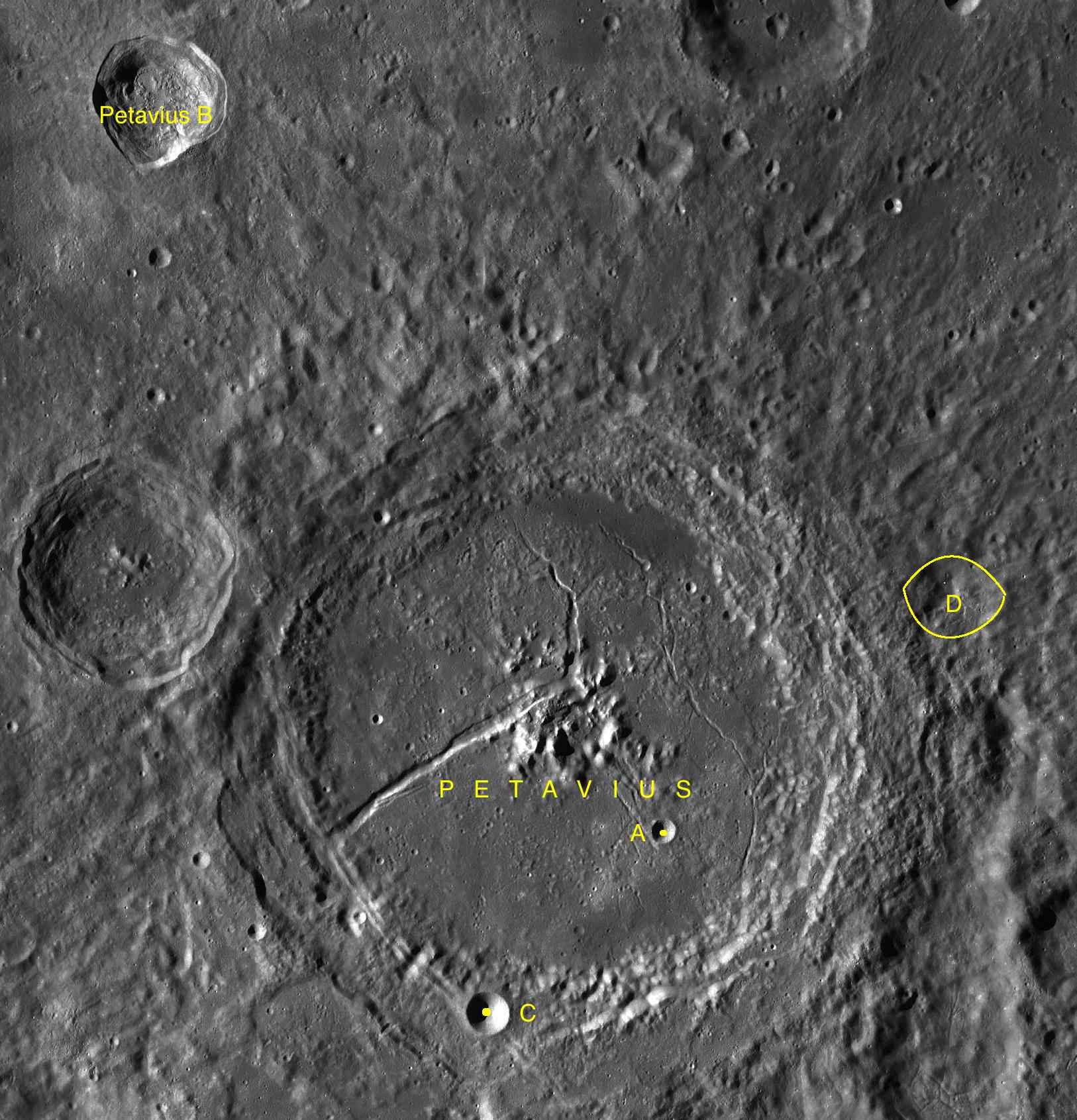
LAC-98 月面图

按惯例，最靠近培特威物斯环形山的卫星坑在月图上以字母标注在该坑中心点的旁边。
| 培特威物斯 | 纬度    | 经度    | 直径    |
| ---------- | ------- | ------- | ------- |
| A          | 26.0° S | 61.6° E | 5 公里  |
| B          | 19.9° S | 57.1° E | 33 公里 |
| C          | 27.7° S | 60.1° E | 11 公里 |
| D          | 24.0° S | 64.4° E | 17 公里 |

- 卫星坑培特威物斯 B和培特威物斯 C已被月球和行星观测协会（ALPO）列入《带有明亮射纹系统的撞击坑列表》[8]；
- 卫星坑培特威物斯 B形成于哥白尼纪[5]。

## 图集

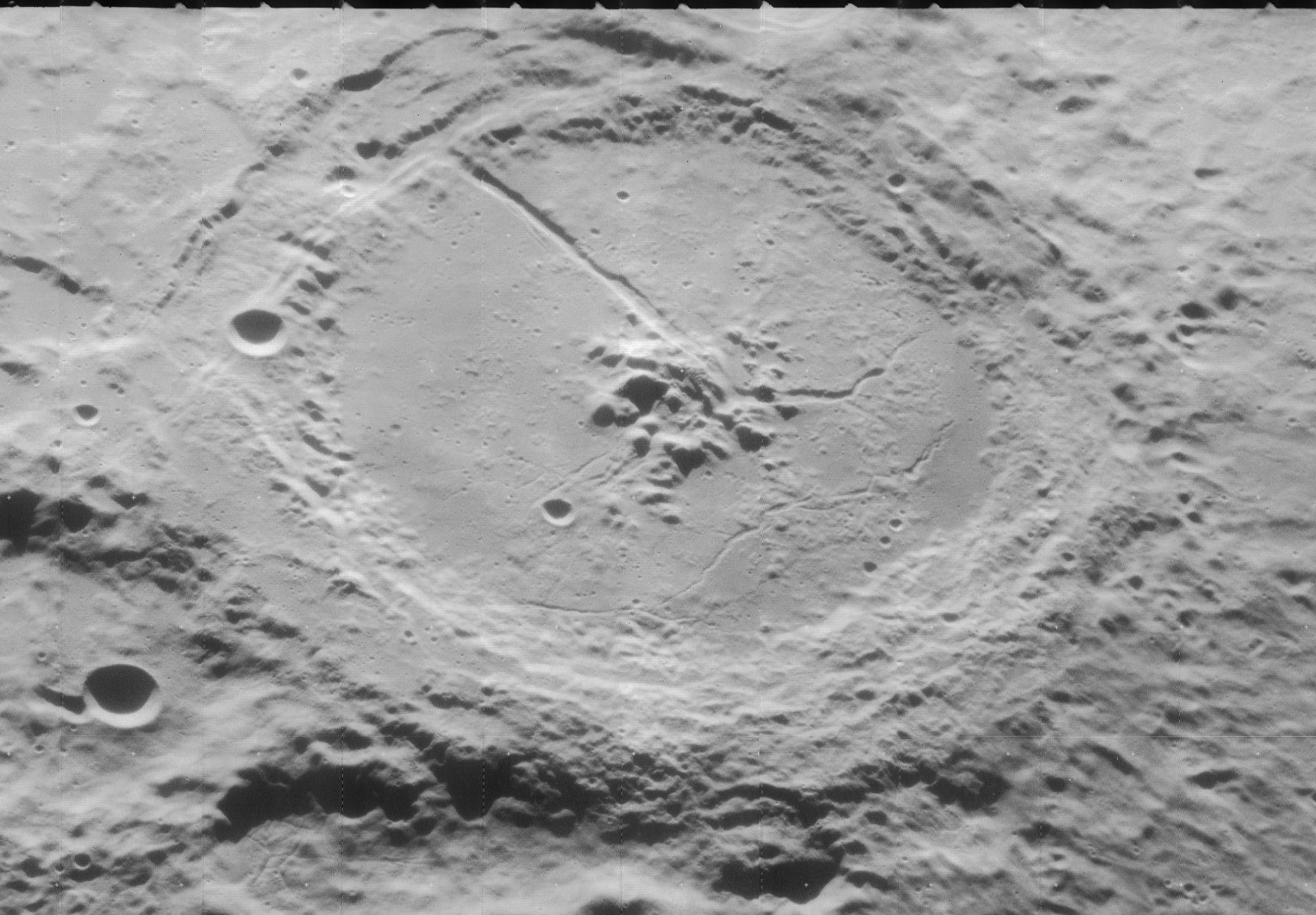
月球轨道器4号拍摄的斜视图
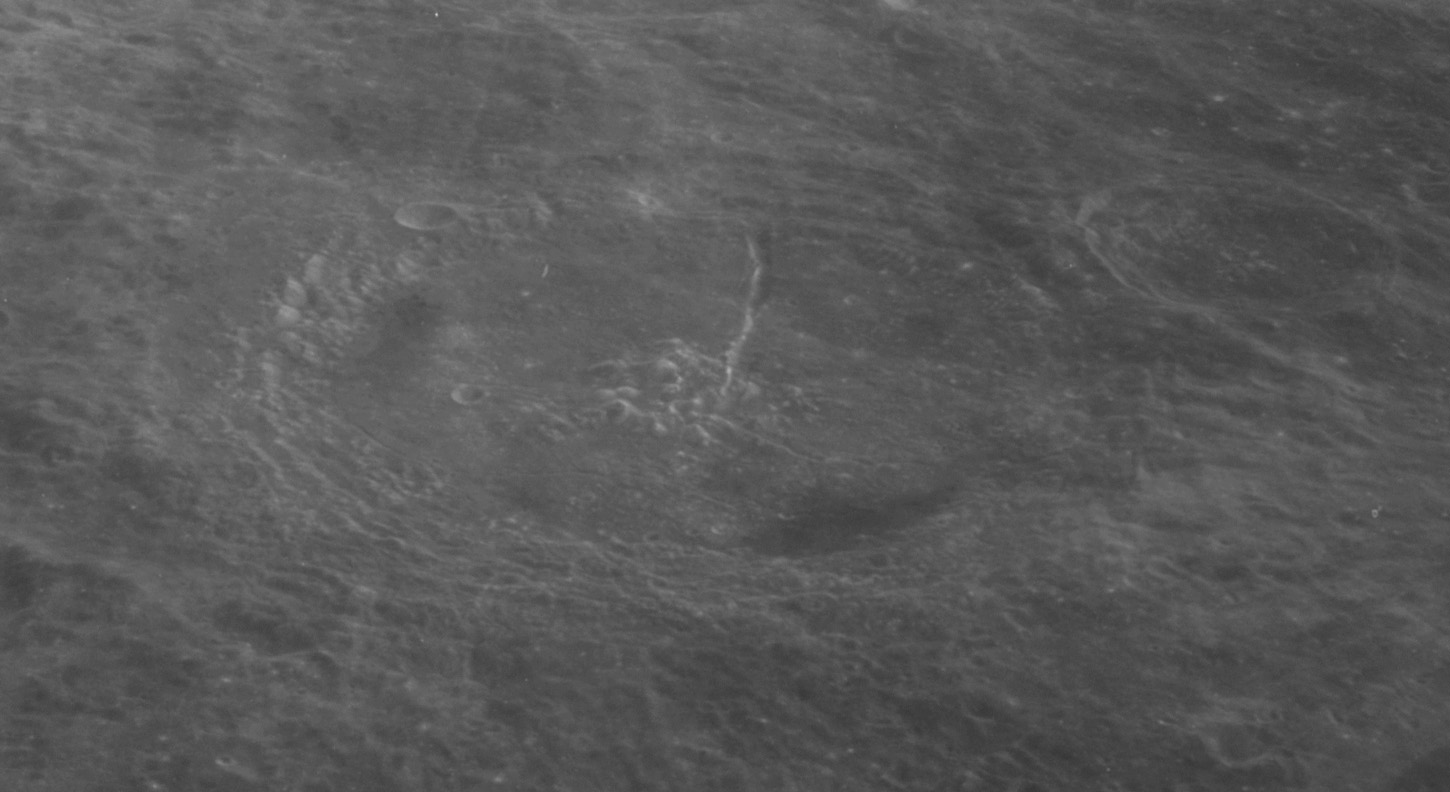
阿波罗14号拍摄的斜视图
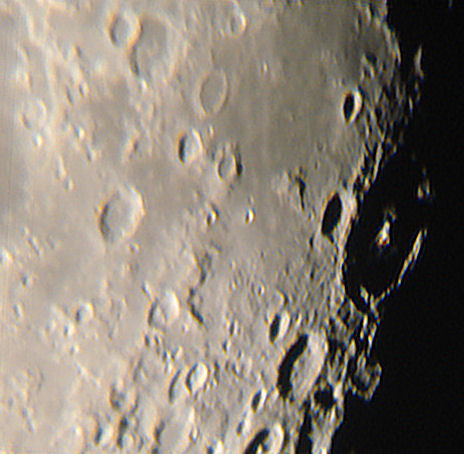
从地球上拍摄的位于月球昼夜线上的培特威物斯环形山
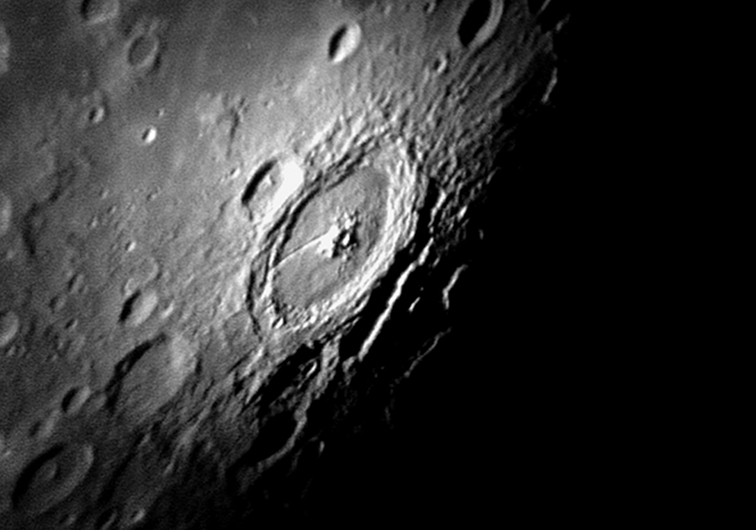
从地球上拍摄的培特威物斯环形山